# Damon brachialis
Damon brachialis är en spindeldjursart som beskrevs av Peter Weygoldt 1999. Damon brachialis ingår i släktet Damon och familjen Phrynichidae. Inga underarter finns listade i Catalogue of Life.